# Оршинское сельское поселение
Оршинское се́льское поселе́ние — упразднённое муниципальное образование в Советском районе Марий Эл Российской Федерации.
Административный центр — село Орша.

## История
Статус и границы сельского поселения были установлены Законом Республики Марий Эл от 18 июня 2004 года № 15-З «О статусе, границах и составе муниципальных районов, городских округов в Республике Марий Эл».
1 апреля 2009 года Оршинское сельское поселение было упразднено, населённые пункты вошли в состав Вятского сельского поселения.

## Состав сельского поселения
Состав сельского поселения был установлен Законом Республики Марий Эл от 28 декабря 2004 года № 62-З «О составе и границах сельских, городских поселений в Республике Марий Эл».
| № | Населённый пункт | Тип населённого пункта       | Население |
| - | ---------------- | ---------------------------- | --------- |
| 1 | Березята         | деревня                      | 25        |
| 2 | Вершинята        | деревня                      | 7         |
| 3 | Захарята         | деревня                      | 78        |
| 4 | Кордемучаш       | деревня                      | 108       |
| 5 | Лаксола          | деревня                      | 0         |
| 6 | Мари-Орша        | деревня                      | 151       |
| 7 | Нурмучаш         | деревня                      | 2         |
| 8 | Ожиганово        | деревня                      | 21        |
| 9 | Орша             | село, административный центр | 423       |